# Beleg van Amsterdam (1303-1304)
Het Beleg van Amsterdam vond plaats tussen 1303 - 1304 en zou een jaar geduurd hebben. Het was onderdeel van de Strijd tussen Vlaanderen en Holland om Zeeland Bewestenschelde in de periode (1303-1304), kroniekschrijver Johannes de Beka was een van de weinige bronnen die over het voorval schreef.

## Achtergrond
In 1296 werd Floris V van Holland bij Muiden vermoord door Gerard van Velsen, Herman VI van Woerden en Gijsbrecht IV van Amstel. Het volk was hier woedend over en wist van Velsen al gauw in te rekenen, Van Woerden en Van Amstel wisten echter te ontsnappen.
In 1301 verkreeg het stadje Amsterdam stadsrechten van Gwijde van Avesnes. Het jaar erop (1302) heerste er chaos in het graafschap Holland en Zeeland omtrent de erfopvolging van Holland en Zeeland, mede veroorzaakt door de Guldensporenslag In Vlaanderen in 1302 waar de Vlamingen een hoog moraal hadden gekregen door het verslaan van de Fransen en ze zich sterk genoeg voelde om Zeeland het jaar daarna binnen te vallen vanwege een oude claim op het Graafschap Zeeland.

## Beleg
De zoon van Gijsbrecht van Amstel, Jan I, heer van Aemstelland afkomstig uit Utrecht nam in alle chaos de stad Amsterdam bij de hand in 1303 en plaatste het onder zijn leiding (of de inwoners gaven hem de macht in Amsterdam omdat hij een Van Amstel was). Ondertussen lagen de graafschappen Vlaanderen en Henegouwen met elkaar in conflict over het bestuur van Zeeland en Holland, er was zelfs een Vlaams leger het noordelijk deel van Holland ingetrokken, maar dit kon worden tegengehouden door georganiseerde boeren uit Kennemerland, Waterlanders, Egmond en Haarlem (zie ook Slag bij Manpad). Deze Hollandse boeren trokken vervolgens naar Amsterdam om het te belegeren, mogelijk omdat ze geen Van Amstel aan de macht dulden of om te voorkomen dat de Vlamingen er bezit van namen. Jan Van Amstel liet volgens kroniekschrijver De Beka, verdedigingstorens bouwen en versterken, houten palissaden en versperringen in de straten opwerpen en houten bruggen bouwen.
Jan II van Avesnes werd toen definitief gekozen tot graaf van Holland en stuurde zijn zoon Willem (de toen toekomstige Willem III van Holland) om de zaak tot een goed einde te brengen. Jan van Amstel had diverse verdedigingsstellingen laten bouwen, maar na enkele maanden zag hij in dat zijn positie niet houdbaar was en vluchtte hij via het IJ naar een onbekende bestemming.
Willem III van Holland nam vervolgens de stad in bezit en legde de bevolking enkele straffen op. Volgens een overgeleverde akte beveelt hij op 22 mei 1304 "dat alle vesten en bruggen afgebroken diende te worden" in Amsterdam en dit niet meer zonder toestemming van de graaf van Holland weer op te bouwen.

## Beleg volgens van den Vondel
Joost van den Vondel schreef het toneelstuk Gijsbrecht van Amstel in 1624, het verhaal speelt een centrale rol tijdens het beleg en concentreert zich vooral rond de kerst van 1303 (of 1304). Omdat men nog maar weinig weet wat er tijdens het beleg is gebeurd vallen de meeste bronnen terug op het verhaal van Vondel, maar het is aannemelijk dat Joost van den Vondel niet over de noodzakelijke kennis beschikte om accuraat te beschrijven wat zich heeft afgespeeld rond het beleg.
Enkele nachten voor kerst liggen de merendeels Kennemers gelegerd buiten de stad bij het kartuizerklooster. De mannen worden geleid door Willem van Egmond, Diederick van Haerlem en Aeneas Vosmeer. Willem en Diederick krijgen ruzie waardoor er een vete ontstaat binnen het kamp. Vanuit de stad ziet Gijsbrecht de situatie en stuurt zijn broer Arent van Amstel met een divisie naar het kamp om de zaak op te jagen. De Kennemers vluchten het nabijgelegen bos in, waar Willem van Egmond en Aeneas Vosmeer hun plannen alsnog willen uitvoeren. Het plan is om het nabij gelegen schip Het Zeepaard te vullen met rijshout met onder het ruim een tiental soldaten, het schip voer dan naar de Haarlemmerpoort toe waar het rijsthout werd ingeladen. Het is dan de nacht voor kerst en Gijsbrecht en zijn vrouw en kinderen maken zich op voor de nachtmis, de mis wordt dan verstoord door de soldaten van Vosmeer en Egmond. Gijsbrecht moet vluchten en weet enkele dagen stand te houden rondom de Dam, maar moet toch vluchten via een geheime gang, en pakt een boot naar een onbekende bestemming.